# Банебджедет

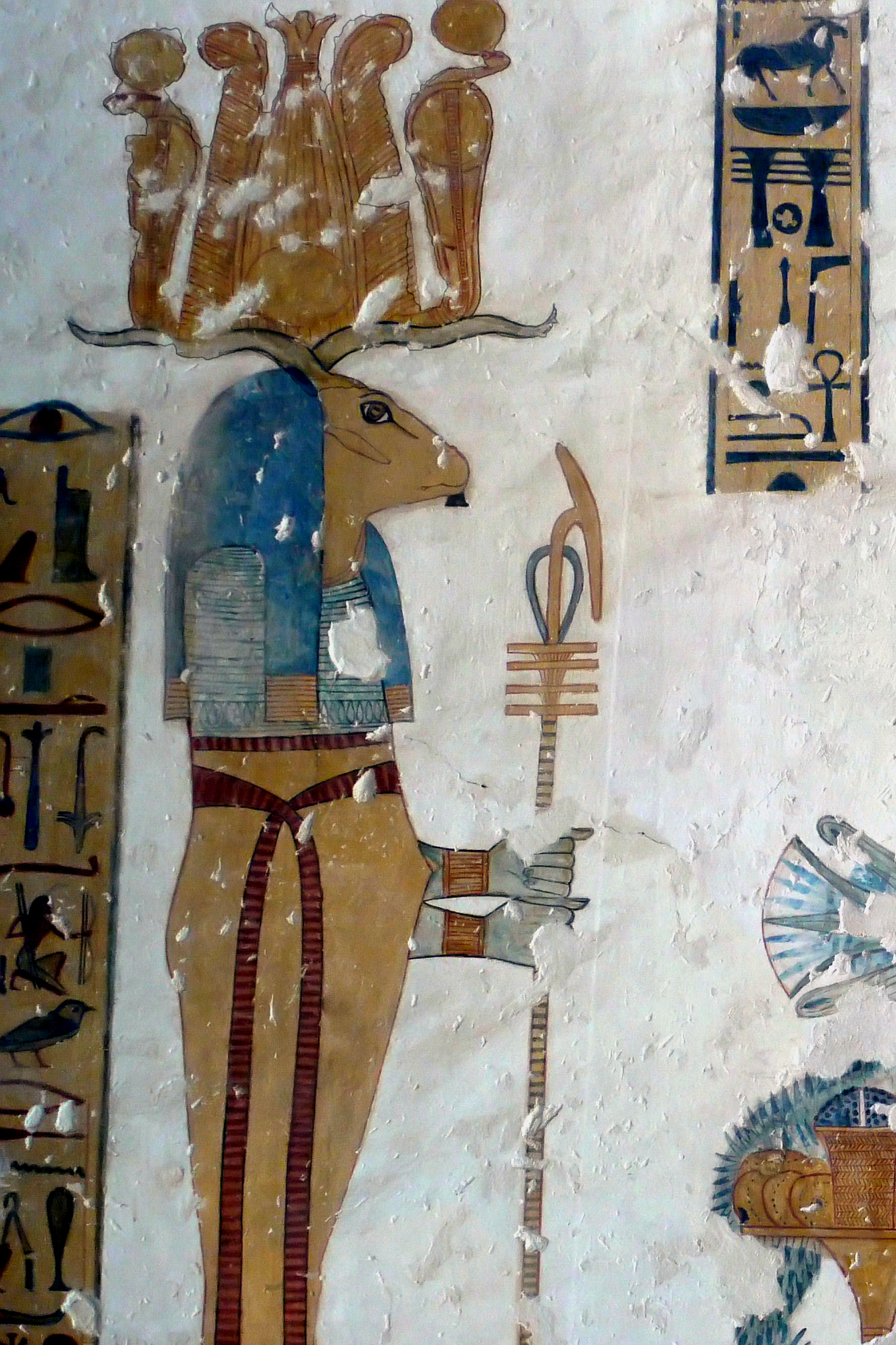
Банебджедет

Банебдже́дет, Банебдже́д, Банебде́т — в давньоєгипетській міфології бог плодючості, родючості та народжуваності.

## Опис
Центром його культу було місто Мендес (Джедет). Зображували Банебджедета у вигляді людини з головою барана. У Верхньому Єгипті його еквівалентом був бог Хнум. Дружиною Банебджедета була богиня Хатмехіт (Хатмехет), яка, можливо, була богинею міста Мендес. Банебджедет, Хатмехіт та їхній син Гор разом складали тріаду божеств міста Мендеса.
Зазвичай Банебджедета зображували з чотирма баранячими головами, що символізують чотири «Ба» бога сонця. Можливо, це пов'язувало його з першими чотирма верховними богами Єгипту (Осіріс, Атум, Геб і Шу), зображеними на великій гранітній плиті в Мендесі.
Також Банебджедета зображували у вигляді барана з чотирьма головами.
В Книзі Небесної Корови є опис поклоніння Банебджедету як живому духу Ра у вигляді барана — стародавньому символу мужності й сексуальної сили. У міфології Нового Царства згадується про те, що Банебджедет був радником «Божественного Трибуналу», щоб вирішити суперечку між Гором і Сетом за право володіння єгипетським троном. Банебджедет запропонував звернутися за рішенням до богині Нейт, хоча сам висловився за те, щоб трон віддати Сету, оскільки він був старшим братом.
До нас дійшов сюжет, записаний на стелі, що знаходилася в Рамессеумі, де розповідається про те, що Птах — творчий бог Мемфіса — прийняв подобу Банебджедета, щоб стати батьком фараона під час його зачаття. Як вважають дослідники, зв'язок Банебджедета з різними сексуальними проявами згодом сприяв його демонізації першими християнами, які вбачали в ньому хтивого біса в цапиному вигляді.

## Галерея

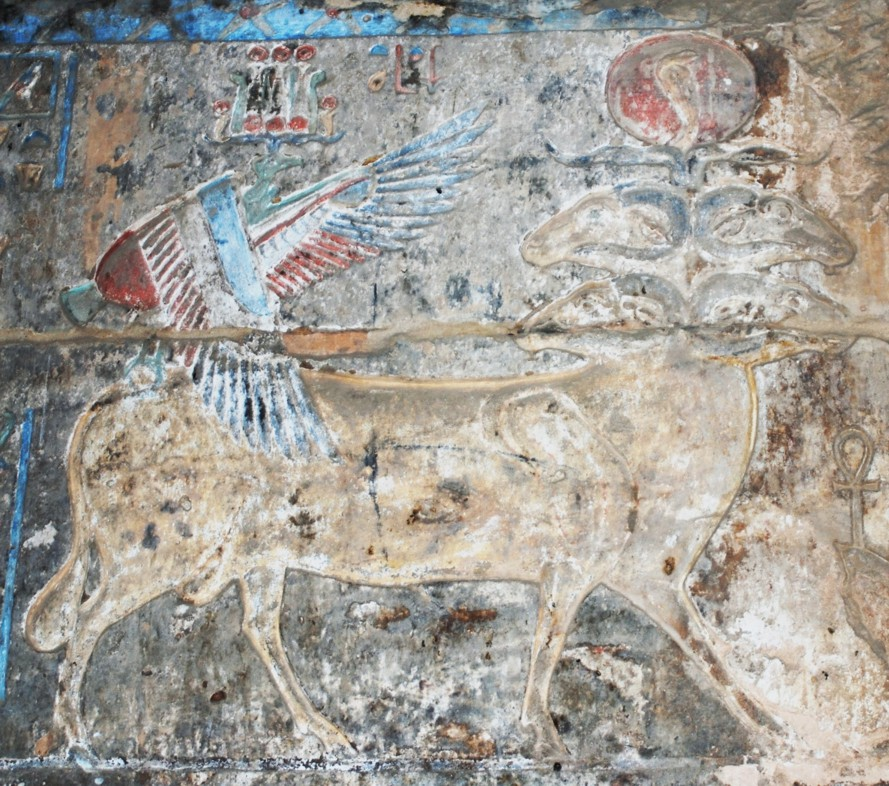
Банебджедет ,як баран з чотирьма головами

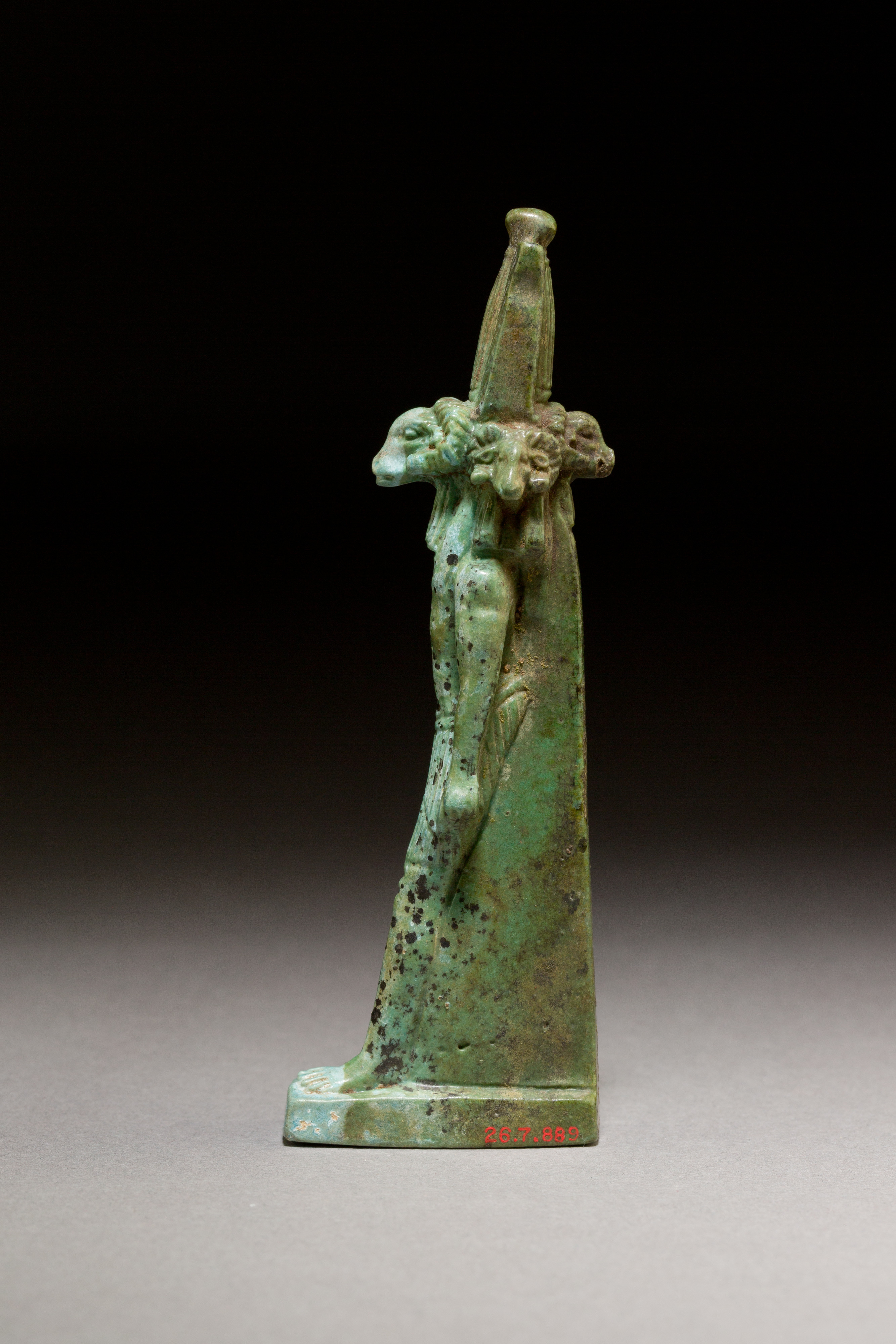
Бог із чотирма баранячими головами, зверненими в чотири сторони, ймовірно, Хнум ,або Банебджедет.

малюнок бога Банебджедет у вигляді барана з чотирма головами